# Isabel dos Santos
Isabel dos Santos   (Bakú, 20 d'abril de 1973) és una inversora i empresària d'Angola. Segons la revista Forbes, el 2013 la seva fortuna ascendia a més de mil milions de dòlars estatunidencs. És la primera dona bilionària de tota Àfrica i la més poderosa i rica del seu país, Angola. El 2013, segons Forbes, la seva fortuna era de més de 2000 milions d'US$. Forbes descrivia com dos Santos va arribar a aquesta fortuna prenent accions d'empreses que feien negocis a Angola, suggerint que la seva riquesa prové de les connexions i poder de la seva família. El novembre de 2015, la BBC va llistar dos Santos com una de les 100 dones més influents del món.

## Família i educació
Filla primogènita de l'actual President d'Angola, José Eduardo dos Santos, i de la seva primera esposa. Isabel dos Santos ha viscut bona part de la seva vida a Londres (Regne Unit) on la seva mare resideix actualment i on ella va estudiar gestió econòmica i enginyeria. També va ser a Londres on va conèixer al milionari Sindika Dokolo, nacional de la República Democràtica del Congo, amb qui es va casar en 2003 a Luanda, capital d'Angola. Les noces, una festa amb un pressupost de 4 milions de dòlars, amb un miler de convidats, va ser una de les majors noces en la història d'Angola. Molts dels convidats que van venir de fora d'Angola van ser portats en avions especialment noliejats i van entrar al país sense visats. El padrí de noces va ser el llavors Ministre d'Economia del Petroli d'Angola, Desidério Costa.

## Negocis
Isabel dos Santos és descrita pel periòdic portuguès Público, com a "una bona dona de negocis, molt dinàmica i intel·ligent, que també és professional i amable". Al març 2013 el Financial Times va escriure que "fins i tot alguns crítics reconeixen el talent de l'empresària independent d'Isabel dos Santos". En la mateixa entrevista, Isabel dos Santos diu que és una dona de negocis, no de la política.
Amb 24 anys, va començar a dedicar-se al negoci. Va iniciar les seves activitats a la capital, Luanda, on a principis de la dècada de 1990 va treballar com a enginyera directora de projecte en Urbana 2000, una empresa que es va adjudicar el contracte per a la neteja i desinfecció de la ciutat. A la coneguda Illa de Luanda, va obrir el 1997, el Miami Beach Club, un dels primers nightclubs de la capital.
Aviat es va convertir en una figura clau en la gestió dels béns de la família i va participar en diverses negociacions per adquirir la propietat i la participació d'empreses a Angola i a l'estranger, especialment a Portugal. El 20 d'agost de 2013, va participar en el BRICS Business Council a Johannesburg, on hi havien empresaris i inversors del Brasil, Rússia, Índia, Xina i Sud-àfrica i altres països africans per discutir mesures i iniciatives concretes destinades a augmentar els vincles de negociació, el comerç, la industrialització i la inversió entre els BRICS i Àfrica. En aquesta reunió, el President del Banc Africà de Desenvolupament, Donald Kaberuka, va elogiar l'empresària Isabel dos Santos com a exemplar en el desenvolupament de les economies africanes.
Al novembre de 2015, la BBC va triar Isabel dos Santos com una de les 100 dones més influents del món. En virtut de la sèrie ‘BBC 100 Women', que tria les dones que cada any fan una diferència a la seva àrea, Isabel dos Santos va ser triada per a la llista pel seu important paper en l'economia i el desenvolupament del continent africà.

## Inversions a Portugal i Àfrica
Des de l'any 2008, Isabel dos Santos va desenvolupar els seus interessos a diverses àrees de negoci, tals com a hotels, petroli, diamants, bancs i telecomunicacions. A Portugal, té participacions significatives a través del grup Santoro Finance. Té fons invertits al Banco Português de Investimento i Banc BIC Português, que recentment va adquirir el Banc Português de Negócios, i el Consell del qual d'Administració forma part, amb l'autorització del Banc de Portugal, així com en altres empreses, en particular, Galp Energia i ZON Multimédia a través dels holdings Unitel International Holdings BV i Esperanza. Des del 27 de novembre 2012 que pertany, sense funcions executives, al Consell d'Administració de ZON. El 14 de desembre de 2012, va presentar públicament la seva intenció d'iniciar el procés de fusió ZON Multimédia i Sonaecom. Després del vist de l'autoritat de competència, la fusió de les dues companyies es va formalitzar el 27 d'agost de 2013, amb la transferència per ZOPT d'accions que Isabel dos Santos i Sonaecom, respectivament, tenen en la Zon i Optimus. Amb aquesta transferència de participacions en Optimus i Zon, Sonaecom i Isabel dos Santos ara tenen més de 50% de participació en l'empresa resultant de la fusió: Zon Optimus SGPS. En aquest moment Isabel dos Santos va anunciar una nova estratègia de l'empresa amb una visió multimercado. L'1 d'octubre de 2013, Isabel dos Santos va assistir a la primera reunió general de Zon Optimus. El 14 d'abril de 2011 la portuguesa Sonae ha signat un acord d'associació amb l'empresa "Condis" d'Angola, propietat d'Isabel dos Santos i el seu marit Sindika Dokolo, la introducció d'activitats de comerç minorista en els hipermercats Continent, i sobre la participació en una companyia immobiliària a gran escala.
Isabel dos Santos també és accionista de 25% en l'operador de telèfons mòbils Unitel a Angola. El desenvolupament d'un sistema de walkie-talkie va portar a incursionar en les telecomunicacions i, després d'un procés de licitació considerat just, ha creat l'operador mòbil més gran d'Angola, en societat amb Portugal Telecom, Sonangol i Vidatel. Per Unitel International, una plataforma d'inversions del Unitel, on Portugal Telecom no té presència, va adquirir l'operador T+, a Cap Verd, i va obtenir la llicència per ser el segon operador de telecomunicacions a Sao Tomé i Principe. En virtut del present inversió, Isabel dos Santos va anunciar en una visita a Sao Tomé i Principe que la Unitel va a invertir a l'educació tecnològica al país i se centrarà en la creació d'ocupació.
En una entrevista en el New York Forum Àfrica, al juny de 2013 a Libreville, Gabon, Isabel dos Santos va dir que el futur de les telecomunicacions a Àfrica es tracta de pensar més enllà dels telèfons mòbils i se centra en la connectivitat d'alta capacitat i de la banda ampla gran per connectar el continent africà.

## Luanda Leaks
El 19 de gener de 2020 el International Consortium of Investigative Journalists (ICIJ) va publicar un detallat informe sobre la manera com Isabel dos Santos ha adquirit la seva riquesa al llarg dels anys, anomenat Luanda Leaks. Mentre que Isabel dos Santos sempre ha presumit que el seu èxit és degut al seu esforç, els 36 mitjans internacionals del ICIJ implicats als Luanda Leaks han revelat una altra història i els veritables orígens de la seva fortuna.

## Holdings
Explotacions creades per Isabel dos Santos, en els últims anys.
- Unitel International Holdings BV (amb seu en Amsterdam, seu per a les seves inversions a ZON, Portugal)
- Santoro Finances (amb seu a Lisboa, els bancs etc.)
- Esperanza Holding (amb seu a Amsterdam, energia, petroli etc.)
- Condis (amb seu a Luanda, comerç minorista)

Isabel dos Santos és inversora en Ciminvest SA, una empresa que té una participació en cementera angolesa Nova Cimangola.
Isabel dos Santos és la presidenta de la Creu Roja d'Angola